# Independent Bonn International School
Independent Bonn International School (IBIS) es el colegio internacional más antiguo ubicado en Bonn, Alemania. En concreto en el distrito de Bad Godesberg.

## Historia
IBIS fue fundada en 1963 por un grupo de padres y durante muchos años se llamó British Embassy Preparatory School (BEPS). Cuando muchas de las embajadas se trasladaron a Berlín en 1997, la escuela cambió su nombre a IBIS.
IBIS es miembro del Consejo Europeo de Colegios Internacionales (ECIS), el Consejo de Colegios Internacionales, el Consejo de Colegios Internacionales Británicos  (COBIS) y el VDP Verband Deutscher Privatschulen Nordrhein-Westfalen e. V.